# Jakub II z Badenii
Jakub II z Badenii (ur. 6 czerwca 1471 r., zm. 27 kwietnia 1511 r.) – arcybiskup Trewiru i książę-elektor Rzeszy od 1503 r. z rodu Zähringen.

## Życiorys
Jakub był najstarszym synem margrabiego Badenii Krzysztofa I i Otylii z Katzenelnbogen. Swoją karierę duchowną zawdzięczał bratu swojego dziadka, arcybiskupowi Trewiru Janowi II z Badenii. Był prepozytem w Trewirze, a w 1500 r. został biskupem pomocniczym u boku swego krewnego. Mimo sprzeciwu części kapituły uzyskał zatwierdzenie papieskie i objął swoje stanowisko. Jan zapewnił mu także uzyskanie stanowiska arcybiskupa Trewiru po swojej śmierci, która nastąpiła w 1503 r. Mimo oporu części członków wybór został potwierdzony przez kapitułę, a w 1505 r. zatwierdzony przez papieża i cesarza Maksymiliana I Habsburga.
W 1503 r. zawarł układ z innymi książętami-elektorami znad Renu układ zakazujący ustanawiania nowych punktów poboru ceł na rzece. W 1505 r. uczestniczył w obradach sejmu Rzeszy w Kolonii. W 1506 r. zawarł układ z mieszczanami Trewiru kończący spór dotyczący spraw monetarnych. W 1511 r. został wezwany przez cesarza do Kolonii, gdzie miał mediować w sporze między radą i mieszczaństwem, jednak w drodze rozchorował się i zmarł.